# Конформность
Конфо́рмность — изменение в поведении или мнении человека под влиянием реального или воображаемого давления со стороны другого человека или группы людей.
Зачастую в качестве синонима используют слово «конформи́зм» (от позднелат. conformis — «подобный; сообразный»). Но последнее в обыденном языке означает приспособленчество, приобретая негативный оттенок, а в политике конформизм означает соглашательство и примиренчество. Поэтому в социальной психологии разделяют эти два понятия, определяя конформность как чисто психологическую характеристику позиции индивида относительно позиции группы, принятие или отвержение им определённого стандарта, мнения, свойственного группе, меру подчинения индивида групповому давлению. Причём давление может исходить как от конкретного человека или малой группы, так и со стороны общества в целом. Конформность — свойство личности, выражающееся в склонности к конформизму, то есть изменению индивидом установок, мнений, восприятия, поведения — в соответствии с теми, которые господствуют, по мнению личности, в её окружении. При этом господствующая позиция не обязательно должна быть выражена явно или даже вообще существовать в реальности.

## Виды конформности
Традиционно выделяют два вида конформности:
- Внутренняя, связанная с реальным пересмотром человеком своих позиций, взглядов (сравнимая с самоцензурой).
- Внешняя, связанная с избеганием того, чтобы на внешнем, поведенческом уровне противопоставлять себя сообществу[7]. В таком случае внутреннего принятия мнения, позиции не происходит. По сути, именно на внешнем, поведенческом, а не на личностном уровне и проявляется конформизм.

Есть и другие классификации видов конформности. Герберт Кельман выделил три уровня конформного поведения, качественно отличающихся друг от друга: подчинение, идентификация, интернализация:
- Подчинение предполагает лишь внешнее принятие влияния, продолжительность его ограничена ситуацией присутствия источника влияния, мнение же остаётся собственным.
- Идентификация имеет две разновидности: классическая и идентификация в форме реципрокно-ролевого отношения.
  - При классической идентификации индивид стремится уподобиться агенту влияния из-за испытываемой к нему симпатии и наличия у него желательных для усвоения черт.
  - При реципрокно-ролевом отношении каждый участник взаимодействия ждёт от другого определённого поведения и сам старается оправдать ожидания партнёра (или партнёров). Мнения, принятые через идентификацию не интегрированы с ценностной системой личности, а скорее изолированы от неё. Такая интеграция характерна для третьего уровня принятия социального влияния — интернализации.
- Интернализация предполагает совпадение (частичное или полное) мнений, высказываемых отдельным лицом или группой, с системой ценностей данной конкретной личности. Благодаря действию процесса интернализации поведение члена группы становится относительно независимым от внешних условий[8].

Ещё одна попытка выделения различных видов принадлежит Гуандуну Сонгу с коллегами. Они разделяют конформность на рациональную и иррациональную:
- Рациональная конформность предполагает поведение, при котором человек руководствуется определёнными суждениями, рассуждениями. Она проявляется в результате влияния, оказываемого поведением или отношением другого человека, и включает в себя: соответствие (abidance), согласие (compliance), послушание (obedience).
- Иррациональная конформность (стадное поведение) — это поведение, которое субъект проявляет, находясь под воздействием интуитивных, инстинктивных процессов в результате влияния чужого поведения или отношения[9].

## Роль конформности
Философ-неофрейдист Эрих Фромм уделил большое внимание тому, что он назвал «автоматизирующей ролью конформизма» (англ. automation conformity). Конформизм, по его мнению, является широко распространённой в современном обществе защитной формой поведения — человек, использующий конформизм, перестаёт быть самим собой, полностью усваивает тот тип личности, который ему предлагают модели культуры и полностью становится таким, как другие и каким они его ожидают увидеть. Фромм считает, что это позволяет человеку не испытывать чувства одиночества и тревожности, однако ему приходится расплачиваться за это потерей своего «Я».

## Факторы, влияющие на конформность
Проявление конформности обусловливается множеством факторов. Часть из них были исследованы экспериментально, например, Соломоном Ашем. Выделяют следующие факторы:
- Индивидуально-психологические особенности индивида (уровень интеллекта, степень внушаемости, устойчивость самооценки, уровень самоуважения, потребность в одобрении)
- Микросоциальные характеристики индивида (статус и роль индивида в группе, значимость группы для индивида)
- Ситуационные характеристики (личностная значимость обсуждаемых проблем для индивида, уровень компетентности индивида и членов сообщества, принимается ли решение публично, в узком кругу или наедине)
- Половозрастные характеристики индивида[7][11]
- Культурные особенности (в культурах Запада, например, в США, Англии, Италии, с их акцентом на самовыражение и отстаивание своего мнения конформность обычно ассоциируют с покорностью и уступчивостью и считают однозначно отрицательным явлением; а в культурах, где высоко ценят гармонию межличностных отношений, например, в Японии и Китае, податливость мнению большинства интерпретируют как тактичность и социальную сензитивность, как в высшей степени положительное и желательное явление, социальную ценность и норму[12])

## Экспериментальные исследования
Наиболее широко известны следующие экспериментальные исследования конформизма:
- 1935 год — эксперимент Музафера Шерифа.
- 1951 год — «Эксперимент Аша».
- 1963 год — «Эксперимент Милграма», он же «Тест Эйхмана».

## Конформность и нонконформизм
Интуитивно конформизму (как поведенческому уровню проявления конформности) часто противопоставляют реакцию нонконформизма или негативизма, однако при более детальном разборе между этими видами поведения обнаруживают много общего. Нонконформная реакция, как и конформная обусловлены и определены групповым давлением, являются зависимой от него, хотя и осуществляют в логике «нет». Поведенческий негативизм нередко связан с тем, что конкретный индивид оказывается на стадии вхождения в группу, когда первостепенной личностной задачей для него выступает задача «быть и, главное, казаться не таким, как все». В значительно большей степени реакциям и конформизма и нонконформизма противоположен феномен самоопределения личности в группе.
Феномен коллективистического самоопределения личности исследовал А. В. Петровский. В ходе его исследований было показано, что альтернативой конформизму выступает не нонконформизм (его искажённая форма), а коллективизм, то есть поведение, основанное не на неосознаваемом подчинении чужому влиянию, а на самоопределении человека, на своеобразной фильтрации воздействия коллектива. При осуществлении коллективистического самоопределения личности человек отвергает воздействие, которое ему не подходит, и принимает то мнение или поведение других членов коллектива, которое считает нужным, в зависимости от множества факторов (собственных оценок, убеждений, идеалов).
Отмечают также, что и конформное, и нонконформное поведение чаще встречают в группах низкого уровня социально-психологического развития, и, как правило, не свойственно членам высокоразвитых просоциальных сообществ.